# Зайцев, Александр Викторович
Алекса́ндр Ви́кторович За́йцев (30 января 1958, Москва — 30 мая 2007 (на памятнике), Юрьевец, Ивановская область) — советский и российский музыкант, поэт, композитор, аранжировщик.
Наибольшую известность получил, играя в группе «Машина времени» на клавишных инструментах, написал музыку к мультсериалу «Обезьянки», музыку для фильмов: " Скорость", 1983; "Прорыв", 1986; "Без мундира", 1988; " Псы ", 1989; "Рок и фортуна", 1989), "Арифметика убийства"1991.
Был убит из-за квартиры бандой «чёрных риэлтеров».

## Биография
Александр Викторович Зайцев родился 30 января 1958 года в Москве.
Музыкой начал заниматься с 6 лет.
С 1964 года (по другим данным — с 1968) по 1974 год пел в Московской капелле мальчиков при институте имени Гнесиных.
Объездил весь СССР автостопом в шинели и с Библией под мышкой. Работать начал в 16 лет, работал и грузчиком в булочной, разгружал вагоны, был настройщиком, слесарем, изготовлял деревянные музыкальные инструменты, работал в морге параллельно учёбе в музыкальном училище.
С 1977 года по 1981 год учился во Московском государственном институте культуры, успешно окончил его, получив диплом дирижёра академического хора, по его словам у него было высшее музыкальное и ещё три высших.
С 1977 года по 1979 год работал клавишником в подмосковном ВИА «Ритм», его место занял Вадим Байков.
С 1979 по 1981 год работал клавишником в ВИА «Коробейники», солисткой которого была Ирина Понаровская.

### «Машина времени»
После ухода из группы «Машина времени» Петра Подгородецкого в мае 1982 года, Зайцева по рекомендации гитариста «Воскресения» Вадима Голутвина пригласили в группу на место клавишника, также в коллектив взяли Сергея Рыженко; им дали четырёхрублёвые ставки, несмотря на наличие у обоих высшего музыкального образования.

В 1981 году, когда Мелик-Пашаев и Петя Подгородецкий ушли из Машины в Воскресение, группе был нужен клавишник. На тот момент я достаточно серьёзно увлёкся джазом, уже писал музыку. Имел опыт работы в ВИА «Коробейники». Поездив в «Коробейниках» по гастролям, я понял, что такая жизнь не для меня. Жутко изматывались. 5 концертов в день. 1-й начинался в 11 утра, последний заканчивался поздно ночью, и так каждый день. Конечно, зарабатывали неплохо, но именно ЗАРАБАТЫВАЛИ!
Ну вот… Где-то в декабре 1981 года Андрею Макаревичу дали мой телефон и предложили мою кандидатуру на роль клавишника. Я ничего об этом не знал, и у меня совсем не было планов заниматься деятельностью такого рода. И когда согласился играть в группе, была мысль, что это занятие на лето, так… несерьёзно. Но получилось, что работал девять лет.

Вместе со мной, вернее, в одно время, но совершенно независимо от меня в группу пришёл Сергей Рыженко. Он играл на скрипке, гитаре и флейте. Сергей проработал в группе около года.— Чат с Александром Зайцевым
По воспоминаниям Макаревича, Александр не показался ему каким-то выдающимся музыкантом, но играл вполне квалифицированно, кроме того, он хорошо вписался в команду.
Александр Викторович Зайцев — автор слов песен «Машины времени» «Караван», «Пьесы и роли», которые спел Александр Кутиков. Автор слов песни «Пони», которую спел А. Макаревич, по другим источникам её написал Макаревич. А песню «Он был первым из первых» собственноручно написал и исполнил (при помощи вокодера) вокальную партию. Она вошла на магнитоальбом «Чужие среди чужих», но не была официально издана.
Она осталась единственной песней, которую спел Зайцев. Зайцев утверждал,что он написал   «Она идёт по жизни, смеясь». А вот Макаревич убеждал публику в обратном...
Александр Викторович утверждал, что из-под его пера родилась известная «Музыка под снегом», которую приписал себе Кутиков. 
В этот же период написал музыку для нескольких кинофильмов, в том числе для мультсериала «Обезьянки».
Александр Кутиков уважительно звал Александра Зайцева полковником. И не только потому, что Зайцев частенько выступал в купленной на рынке армейской шинели.
В 1987 году, когда у Макаревича родился сын Ваня, Андрей попросил Зайцева стать тому крёстным отцом, так они стали кумовьями с Макаревичем.
Из группы был уволен в 1990 году. Причина увольнения не афишировалась, и лишь гораздо позже в опубликованных воспоминаниях нескольких близких к группе людей было сказано, что Зайцев к тому времени злоупотреблял алкоголем и наркотиками, прогуливал репетиции и был уволен после того, как исчез из виду на месяц перед важным концертом, приуроченным к 21-й годовщине группы, что вынудило группу срочно искать ему замену. Андрей Макаревич тогда позвонил музыкантам Подгородецкому и Маргулису, которые в 1989 году выступали на юбилейном концерте «Машины времени» в спорткомплексе «Олимпийский», и попросил их помочь отработать концерты.
Зайцев тогда всё-таки появился непосредственно перед первым концертом, но по пути в гримёрку «Машины Времени» его остановил директор группы Валерий Голда; он сказал, что в услугах Зайцева «Машина времени» больше не нуждается.

Заяц поступил тогда, как настоящий дурак. Запил, закололся, исчез, а потом вернулся, чуть ли не за полчаса до первого концерта во Дворце спорта, розовый, чисто выбритый, да ещё и нахамил Макаревичу, считая, что ничего плохого не сделал. И это после того как группа, разыскивая его, целую неделю обзванивала больницы, морги и т.п. Конечно, его сразу уволили.— Михаил Марголис. «Затяжной поворот». Интервью М. Капитановского

### После «Машины времени»
С 1990 года пробовал осуществить сольные проекты, писал воспоминания (не изданы), стихи. Однако постоянной работы не нашёл, а сколько-нибудь заметного успеха в реализации творческих планов не достиг.

…Саша — типичный участник группы, а не самодостаточный музыкант. И он был таковым участником не просто в какой-то группе, а в «Машине времени». В неё он влился органично. Будучи слабеньким клавишником, Зайцев умел, тем не менее, удачно показывать всё, что имелось в его небогатом исполнительском арсенале. Плюс — хорошо вёл себя на сцене, интересно одевался, придумывал свою пластику, и даже обрёл персональных фанов. В творческом плане он — сильный парень и получил в «Машине» максимум того, что мог. А после «МВ» его, что называется, и в тапёры не взяли. Он то в кинотеатр какой-то пытался устроиться, то в ресторан. Всё без толку. На своём месте Саша был в «Машине», а в других местах себя так и не нашёл. — Михаил Марголис. «Затяжной поворот». Интервью М. Капитановского
Первое время после увольнения некоторые из участников «Машины Времени» поддерживали с Зайцевым контакт, пытались помогать ему. Кутиков дважды устраивал его на работу, но на обоих местах Зайцев не удержался.
В 1996 году ресторатор Егор Кривобородов, бывший администратор «Машины времени», взял Зайцева на работу в клуб-ресторан МХАТ тапёром.
Давал сольные концерты, состоящие из его стихов, песен и музыки, подрабатывал репетитором, преподавал музыку детям.

В группе такого калибра, как «Машина времени», работу он найти не смог. Начался спад. Саша расстался с женой Галей, оставил ей квартиру на Москворецкой набережной, переехал к матери, Нине Гавриловне, в Чертаново и стал торговать аудио и видеокассетами на «Горбушке».

После смерти мамы Саша ушёл с рынка и, чтобы сводить концы с концами, вынужден был сдавать в 2005 году одну комнату в своей двухкомнатной квартире кавказцам. Денег с этого он не имел. Квартиранты подкармливали хозяина, иногда снабжали дешёвой водкой и оплачивали лишь свет, газ и воду. Несколько лет Саша перебивался с хлеба на водку, пока бесследно не исчез…— Новгород Альтернативный - Музыканта «Машины времени» похитили ради квартиры!
Дружил с автором-исполнителем Сергеем Азаровым (род. 26 марта 1957), работали вместе в ВИА «Ритм» (1978—1979), экс-барабанщиком группы «Лесоповал» (2000—2002) и кинорежиссёром Дмитрием Светозаровым.
10 октября 2002 года последний раз был на концерте «Машины Времени», до 1999 года на концертах группы был всего 3 раза.

### Отношения с поклонниками группы «Машина времени»
В 1987 году «Клуб „Машины времени“» подарил Зайцеву 99 белых гвоздик.
19 октября 1999 года ответил на вопросы поклонников в интернет-чате.
Передал много фотографий Сергею Белову (Serbel), который отсканировал их и прислал на сайт поклонников группы mashina-vremeni.com, в 2002 году поклонники группы «Машина времени» были в гостях у Александра Зайцева.
1 февраля 2003 года «Клуб „Машины времени“ поздравил Александра с 45-летием и подарил ему музыкальный центр „Samsung“, о котором он давно мечтал, с гастролей привёз много дисков, а слушать их не на чем!». Сергей Белов (Serbel) подарил видеокассету с записью «Музыкального ринга-87» и «25-летием Машины времени», а ещё DVD со старыми концертами «МВ», в которых принимал участие А.Зайцев, рассказал истории из своей жизни и показывал фотографии из двух альбомов: с мамой, женой, друзьями, в составе «Машины времени» при открытии Звезды группы в Америке. Спел песни: «Капитан», «Вагонные споры» и др.
18 сентября 2004 года общался с поклонниками группы на форуме сайта mashina-vremeni.com.

### Исчезновение и гибель
Зайцева похитили в 2006 году: его хотели убить, чтобы завладеть его квартирой, это было в деревне Мужитино Жиздринского района Калужской области, преступная пара — мужчина кавказской национальности и его подельница, они купили дом в деревне, возили туда одиноких москвичей, которых поили водкой до смерти, подмешивали отраву, после смерти «гостя» оформляли его квартиру, Зайцева нашёл местный участковый в коматозном состоянии и отправил в больницу. Зайцев написал заявление в прокуратуру, но правоохранительные органы в возбуждении уголовного дела отказали, а спустя несколько дней Зайцев исчез.
В ноябре 2008 года были задержаны четверо преступников, членов преступной группы, занимавшейся похищениями и убийствами граждан с целью завладения их квартирами. Задержанные признались в убийстве Александра Зайцева, которое, по их показаниям, произошло в мае 2007 года, в городе Юрьевце Ивановской области, в доме одного из задержанных. 21 ноября 2008 года тело было эксгумировано. По предположению следствия, Зайцев был не единственной жертвой этой преступной группы.
4 января 2010 года Зайцев был похоронен в Подмосковье на Щербинском кладбище (участок № 46).

## Семья
Мать Нина Гавриловна Зайцева (10.12.1930 — 6.5.2002).
Двоюродные сестры — Лариса (род. 4 декабря), племянница Юлия (род. 24 декабря), и Елена.
Бывшая жена — Галина Анатольевна Ермилова (род. 22 марта 1959). Галина состояла в танцевальном коллективе «Сувенир», который работал на концертах «Машины времени», танцевала во время исполнения песни «Она идёт по жизни смеясь» (с 1977 по 1988). 
Пасынок — Теодор Вейландович Ермилов (род. 6 августа 1981), сын Галины Ермиловой и джазового певца Вейланда Вейландовича Родда (р. 11 декабря 1946), который ушёл от Ермиловой к Ирине Понаровской, внук актёра Вейланда Леонардовича Родда.
Крестник — актёр Иван Макаревич, сын Андрея Макаревича.
У Зайцева была любовная связь с Понаровской.

## Хобби и личные пристрастия
Увлекался астрологией и веданта-йогой.

Был «полковник» человеком крайне интеллигентным и необычным: читал Ницше и Германа Гессе, писал стихи и прозу, слыл вегетарианцем и человеком с тонким чувством юмора. — Сайт поклонников группы МАШИНА ВРЕМЕНИ
Его любимым альбомом «Машины времени» был «Реки и мосты».

## Музыка для кино
Написана музыка
для кинофильмов режиссёра Дмитрия Светозарова:
- 1983 — Скорость
- 1986 — Прорыв
- 1988 — Без мундира
- 1989 — Псы
- 1989 — Рок и фортуна
- 1991 — Арифметика убийства

Писал музыку для спектаклей.

## Музыка для мультфильмов
Александр Зайцев написал музыку для нескольких мультипликационных фильмов из сериала Обезьянки:
- 1983 — Обезьянки. Гирлянда из малышей
- 1984 — Обезьянки. Осторожно, обезьянки!
- 1985 — Обезьянки и грабители
- 1987 — Как обезьянки обедали

## Фильмография
| Год  |   | Название              | Роль   |
| ---- | - | --------------------- | ------ |
| 1985 | ф | «Начни сначала»       | эпизод |
| 1989 | ф | «Рок и фортуна»       | камео  |
| 1989 | ф | «Стеклянный лабиринт» | камео  |

## Дискография
1. 1982 — Бег по кругу
2. 1984 — Чужие среди чужих
3. 1985 — Рыбка в банке
4. 1985 — Караван
5. 1986 — В добрый час
6. 1987 — Десять лет спустя
7. 1987 — Реки и мосты
8. 1988 — В круге света
9. 1989 — Машине времени — ХХ! (запись 1989)
10. 1995 — Кого ты хотел удивить? (Записи 1980-х) аранжировка.

## Передачи
- 1987 — Музыкальный ринг дал небольшое интервью[39].

После смерти Зайцева:
- Пусть говорят (2008)
- Человек и закон (2008)
- «Битва экстрасенсов» (2008) — проверка участников проходила в квартире Александра Зайцева[40].

## Книги
- 1989 — Проза (Стокгольм)[41]
- 1993 — «Не для всех» (стихи) (Принстон)[18], (Андрей Макаревич написал вступительное слово к книге.)[6][41]

## Песни Александра Зайцева
(Слова и музыка Александр Зайцев)
1. Он был первым из первых — единственная песня, которую исполнил А. В. Зайцев, когда был в группе «Машина времени».

Исполнил Александр Кутиков:
1. Караван
2. Пьесы и роли
3. «Всему вопреки» 1994 (стихи Александр Зайцев)

Исполнил Андрей Макаревич:
1. Пони

## Отзывы
Пётр Подгородецкий:

Клавишники всегда были лучшей частью рок-группы,  это самые профессиональные музыканты. Плюс Женя Маргулис — единственный из состава, кого я могу отметить. Остальное все — махровая самодеятельность.— 